# Dići
Dići (cyr. Дићи) – wieś w Serbii, w okręgu kolubarskim, w gminie Ljig. W 2011 roku liczyła 145 mieszkańców.